# Ligamentum stylomandibulare

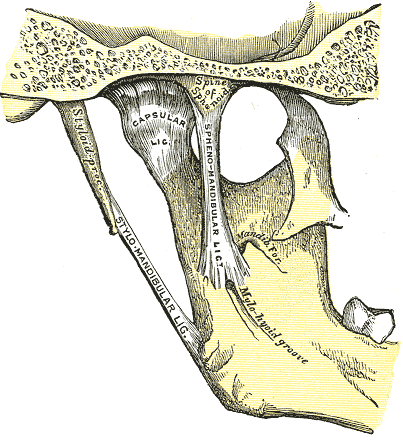
Ligamentum stylomandibulare az állkapocsízületben.

A ligamentum stylomandibulare a nyak körüli fascia cervicalis megvastagodott hátulsó része. Egyik vége az processus temporalis styloideus csúcsához közel van, másik vége az angulus mandibulae-ben és annak hátulsó határvonala mentén van a rágóizom és a musculus medialis pterygoideus között. A ligamentum stylomandibulare határozza meg az állkapocscsont mozgásait, például megakadályozza a túlzott megnyílást.

## Szerkezet
A ligamentum stylomandibulare a processus temporalis styloideus csúcsától az angulus mandibulae hátulsó határvonaláig tart a rágóizom és a musculus medialis pterygoideus között. Mély felületéből a musculus styloglossus egyes rostjai indulnak ki. Bár az articulatio temporomandibularis szalagja, csak kiegészítő funkciót tölt be benne.

## Funkció
A ligamentum stylomandibulare a ligamentum sphenomandibularéhez hasonlóan korlátozza a rágóizom mozgását, például meggátolja a száj túlzott kinyílását.

## Klinikai jelentőség
A ligamentum stylomandibulare a rágóizom stabilitásának fenntartásában játszik fontos szerepet maxillofacialis műtét után.
A ligamentum stylomandibulare inzertációs tendinózisa, más néven Ernest-szindróma az orofaciális fájdalom ritka oka. E betegségben a fájdalom a ligamentum stylomandibulare inzertációs régiójából indul a fájdalom, és kisugározhat az articulatio temporomandibularisig, a nyakig, a vállig vagy a periauricularis régióig. Ez 1 adag metilprednizolonnal is kezelhető.